# Cançoner K
El Cançoner K és una còpia reordenada del Cançoner d'obres enamorades feta a Barcelona a la dècada del 1460.
Aplega poesies d'Ausias March i una selecció de l'obra de poetes contemporanis o posteriors, entre els que intercala alguns poemes més antics. S'ha situat a l'entorn de la cort de Joan II. Transmet moltes anotacions marginals del seu model però no copia la taula ni el document sobre el Consistori de la Gala Ciència barceloní que sí que figuren al Cançoner J. Correspon al manuscrit 10 de la Biblioteca de Catalunya.